# Ekecikgödeler, Aksaray
Ekecikgödeler là một xã thuộc huyện Aksaray, tỉnh Aksaray, Thổ Nhĩ Kỳ. Dân số thời điểm năm 2010 là 237 người.